# Mismatch repair
Mismatch repair (MMR) är en mekanism för reparation av felaktigheter i DNA-kedjor som nyligen kopierats genom replikation, processen då DNA-kedjan kopieras vid celldelningen i eukaryota celler. DNA-kedjor består bland annat av kvävebaser som två och två bildar "bryggor" mellan DNA:ts båda strängar. Dessa kvävebaser är komplementära, och måste paras ihop korrekt vid replikationen för att få en stabil DNA-struktur. Skulle felaktig basparning uppstå kan detta bero på felaktig korrekturläsning och får till följd att den nya strängen inte parar ihop sig optimalt med originalsträngen.
Vid reparation av detta fel deltar ett flertal enzym:
- MutS känner igen den felaktiga basen, varvid den bildar ett komplex med enzymen MutH och MutL.
- MutH är ett endonukleas (en grupp enzym med möjlighet att klyva DNA) som sedan klyver den nytillverkade strängen.
- MutL fäster i sin tur vid strängen för att sedan - tillsammans med MutS, exonukleas (en grupp enzymer som klyver DNA baspar för baspar) och helikas (en grupp enzym som öppnar upp mellan DNA:ts båda strängar) - transportera bort det avklippta partiet med den skadade basen.
- DNA-polymeras 1 bygger sedan på med nya, förhoppningsvis korrekta, baser och DNA-ligas (en grupp enzymer som binder samman mindre molekyler med större) fogar slutligen ihop DNA-strängen.